# Launy Grøndahl
Launy Grøndahl, danski skladatelj, violinist in dirigent, * 1886, Ordrup, † 1960, Frederiksberg.
Glasbi se je posvetil že v otroških letih. Učila sta ga violinist Axel Gade in skladatelj Ludolf Nielsen. Trinajst let star je postal violinist v opernem gledališču Casino v Københavnu. Kasneje se je izpopolnjeval v Parizu, na Dunaju in v Italiji. Leta 1925 je postal dirigent novoustanovljenega Danskega radijskega orkestra, ki ga je vodil do leta 1956. Gröndahl se je v svojih delih držal poznoromantične estetike. Napisal je simfonijo in dva godalna kvarteta, vrsto komornih del in tri instrumentalne koncerte: za violino, fagot in pozavno. 
Prav Koncert za pozavno in orkester iz leta 1924 je njegova najbolj znana in največkrat izvajana skladba. Gröndahl je imel pri komponiranju v mislih bleščeča trobila danske Kraljeve filharmonije in je koncert posvetil prvemu pozavnistu tega orkestra Vilhelmu Aarkroghu, ki ga je tudi prvič izvedel.